# 香港审查制度
香港曾經擁有言論相當開放的環境。在1997年香港主權移交前，香港是亞洲新聞自由度最高的地區。自主權移交以來，香港在一國兩制下，維繫在法律、經濟和政治方面相對自治的狀態。與對媒體監控十分嚴格的中國内地相比，香港的自由、言論自由和出版自由受《香港基本法》第二十七條和《香港人權法案條例》第十六條保護。但近年中國大陸和香港政府開始收緊言論自由，新聞自由度一直下降。民主派、本土派都認為主權移交以來香港的新聞自由度逐年下降皆因紅色勢力在香港的長期滲透。
尤其在訂立《港區國安法》之後，香港的言論自由空間急劇惡化，多個評估世界各地自由度的機構都下調香港各項自由度，經濟自由度指數更以「近年的發展毫不含糊地顯示，這些經濟政策最終由北京控制」为由將香港併入中國一同計算。
根據香港法律規定，出版物審查通常是針對一些特定的專案，特別是兒童色情、淫穢的圖像，以及可能導致不公平審判的法庭案件的報告。自2021年起，國家安全也納入考量。

## 主權移交前的審查
1981年，講述文革慘況的台灣電影《皇天后土》在香港僅僅放映一天就被英屬香港政府以「損害與其他地區友好關係」為由禁播。

## 主權移交後的审查
儘管北京政府保證回歸後香港的言論自由不會受影響，但是1997年回歸前夕的民調顯示越來越多的香港市民擔憂媒體會自我審查，但香港記者協會的一份調查顯示，絕大多數的媒體都表示不會因為中共的壓力而自我審查，記協表示“中國政府干預香港新聞報導的情況是十分罕見的”。
早在1997年，苹果日报的记者就拒绝了当时中华人民共和国外交部在回归前举办的酒会邀请。在1998年3月4日，《镜报》月刊创办人徐四民在北京出席政协会议期间，批评香港电台电视部制作的政治讽刺性节目《头条新闻》为“阴阳怪气”，并指该节目以政府公帑之金钱大骂政府，而且“第一骂中国，第二骂董建华”，系别具政治目的，后中国大陸當局否认与这番言论有关。
2011年，香港记者协会主席麦燕庭在评论北京和香港媒体所有者之间不断增长的经济业务关系时说：
現在，超過一半的香港媒體的老闆或媒體管理高層已經被中国政府影响，他們在報導在一些新聞時可能會考慮是否會影響他們的老闆和政府之間的關係。
這一年，香港在無國界記者每年公佈的新聞自由指數排名從20位下降到54位。無國界記者公佈的報導同時指出，在香港，“有人會毆打和騷擾記者，這是之前沒有出現過的，是不可容忍的，這同時也是一個令人擔憂政府改變新聞自由政策的跡象。”

## 傳媒審查
- 2021年5月18日，香港電台在節目《新聞天地》中以「總統」稱呼中華民國總統蔡英文，被一名香港市民投诉至香港立法會資訊科技及廣播事務委員會。通訊事務管理局辦公室裁定投訴理據不足，認為系如實報道台灣疫情。[11][12]。7月20日，香港電台就涉及台灣方面的用語，向員工發出內部通告，宣稱香港電台作為公共廣播機構及政府部門，必須嚴格遵守一個中國的原則，對台灣官員及部門的稱謂，會用「台灣地區/當局領導人」、「台灣行政機關」等，一定不能使用「中華民國」、「國立」及「行政院」 等字眼，即時生效，以推廣一國兩制及國民身份認同。[13]
- 2022年10月13日，北京四通桥罕見出現矛頭直指中華人民共和國最高領導人习近平的抗議橫幅，廣為外國傳媒報道。然而香港主流傳媒全體沒有報道相關消息，僅一家網路傳媒報道后即刪除。有建制派傳媒中人稱其編輯部會自動自覺不報道敏感事件。香港浸會大學新聞系前助理教授杜耀明認為此是新聞界自我審查的表現，憂慮業界麻木或失智，已迫近中國大陸的狀況。[14]

## 政治審查

### 選舉
自2016年香港立法會選舉起，多名民主派、本土派參選人遭香港選舉管理委員會各選區選舉主任政治審查，有部分參選人更因政治背景審查而被褫奪參選權。